# Pictilabrus
Genre
Pictilabrus est un genre de poisson appartenant à l'ordre des Perciformes, et à la famille des Labridae. 

## Liste d'espèces
Selon World Register of Marine Species (2 octobre 2015) :
- Pictilabrus brauni Hutchins & Morrison, 1996
- Pictilabrus laticlavius (Richardson, 1840)
- Pictilabrus viridis Russell, 1988